# Valerie Radtke
Valerie Radtke, geborene Wirth, (* 6. März 1913 in Seestadtl (Böhmen); † 25. September 1999 in Aue) war eine Magd, Haushaltshilfe, Tagelöhnerin, Kellnerin, Hilfskrankenschwester und deutsche Schriftstellerin. Bekannt wurde sie mit ihrem autobiografischen Roman Ich suche Liebe / Und wider alle Einsamkeit, an dessen Niederschrift sie neben ihren beruflichen Tätigkeiten über dreißig Jahre arbeitete und der 1984/1988 in zwei von drei geplanten Bänden im Ostberliner Buchverlag Der Morgen erschien.

## Leben

### Kindheit und Jugend
Valerie Wirth wurde als zweitältestes von acht Kindern geboren und wuchs unter sozial prekären familiären Verhältnissen im überwiegend von Deutschböhmen bewohnten Teil des Königreichs Böhmen auf. Ihre Mutter war Sidonie Wirth, geborene Povenz (1889–1941), ihr Vater war der Bergmann Josef Wirth (1883–1933), beide hatten 1911 geheiratet. Mit 5½ Jahren trat Walli, wie man Valerie nannte, 1918 in die Schule ein. Zwei Jahre später zogen Mutter, Vater, Walli und ihre zwei Geschwister mit einem Handwagen zu Fuß von Böhmen nach Westfalen, wo sie in Hemmerde vergeblich eine Existenz aufzubauen versuchten. 1927 wurde Valerie Radtke aus der Schule entlassen und trat vierzehnjährig ihr erstes Arbeitsverhältnis als Magd bei einem Bauern an. 1928 zog ihre Familie nach Heeren-Werve um. Völlig überschuldet kehrten die Wirths 1929 in ihre böhmische Heimat zurück. Dort fand Valerie zunächst bei ihrer Großmutter Unterkunft, ehe sie kurze Zeit später in ein Armenhaus nach Pürstein zog. Hier war sie bis 1930 in der Zwirnerei einer Posamentenfabrik, als Reinigungskraft im Hotel „Fürstenstein“ und als Hilfsarbeiterin in einer kleinen Fabrik für Schiefertafeln tätig. Noch im selben Jahr kehrte sie nach Seestadtl zurück und verdingte sich während ihrer Arbeitslosigkeit kurzzeitig als Tagelöhnerin auf einem Meierhof, als Haushaltshilfe bei Doktor Bayer, einem Arzt in Obergeorgenthal, sowie als Küchenmädchen im „Weißen Schwan“, später auch als Kellnerin im „Café Jung“ in Oberleutensdorf.

### Zwischen Böhmen und Sachsen
Nach 1931 suchte sie wiederholt Halt im katholischen Josephsheim Saaras bei Brüx und nahm sich vor, Missionarsschwester zu werden. Im August 1933 starb ihr alkoholabhängiger Vater. Im Dezember 1933 heiratete sie auf Geheiß ihrer Mutter den Kutscher und Tagelöhner Gustav Krov. Die ehelichen Verhältnisse waren unglücklich und führten die 20-jährige Frau zu zwei Selbstmordversuchen. Am 26. November 1934 brachte sie einen Sohn zur Welt, und 1936 trennte sie sich von ihrem Ehemann, dessen Mutter den Sohn aufnahm. Valerie nahm Arbeit im sächsischen Bobritsch bei einem Bauern an und kehrt nach vier Jahren nach Böhmen zu ihrer Mutter zurück, die 1940 in die NSDAP eingetreten war und 1941 starb. Auch Valeries zweite, in Grimma geschlossene Ehe 1944 mit dem Witwer Gustav Schmahl, der nach Kriegsende in die KPD eintrat, währte kaum vier Jahre. 1950 wurde sie vom Arbeitsamt nach Aue vermittelt, wo sie im Krankenhaus und zuletzt als Kreuzspulerin in der privaten Weberei Curt Bauer tätig war. 1956 heiratete sie den zehn Jahre jüngeren Wismut-Arbeiter Franz Radtke. Mit 47 Jahren wurde sie ob ihres Gesundheitszustandes und der Gefahr des Erblindens 1960 arbeitsunfähig erklärt. Das Schreiben hielt sie am Leben und half ihr Selbstmordgedanken zu widerstehen. Noch im Jahr 1997 war sie 81-jährig mit einer Lesungsveranstaltung aus ihrem Romanwerk in der Stadtbibliothek Aue zu Gast.

### Schriftstellerin
Bereits auf dem Fußmarsch nach Westfalen fasste die siebenjährige Walli den Entschluss, all die drastischen Erlebnisse, Kränkungen und Sehnsüchte ihres Lebens aufzuschreiben. Mein großer Brief nannte sie ihr Vorhaben. Eine Niederschrift dieses Roman ihres Lebens konnte sie dann erst mit 34 Jahren Weihnachten 1947 beginnen, als sie nach der Trennung vom zweiten Ehemann den Hunger- und Kältewinter 1947 in einem möblierten Zimmer in Grimma zubrachte. Über 30 Jahre arbeitete sie an diesem Manuskript und füllte handschriftlich 30 linierte Bürobücher im Format A 4. Die Abschrift des etwa 1979 in Aue abgeschlossenen Werks umfasst etwa 6.000 Schreibmaschinenseiten. Im Alter von 67 Jahren kontaktierte sie ratsuchend den in Aue wirkenden Heimatautor Manfred Blechschmidt, sie schrieb an den Berliner Rechtsanwalt und Schriftsteller Friedrich Karl Kaul, wurde an den Verlag Volk und Welt und schließlich an den der Blockpartei LDPD gehörenden Buchverlag Der Morgen verwiesen.

### Veröffentlichung
Beim Buchverlag Der Morgen nahm sich die Lektorin Annelie Kaduk des umfangreichen Erzählwerks an und betreute als Bearbeiterin, Herausgeberin und Autorin eines Nachworts die beiden Kindheit und Jugend reflektierenden Bände „Ich suche Liebe“ sowie „Und wider alle Einsamkeit“. Um die vom Cheflektor Eckhard Petersohn befürwortete Edition dieses Lebensberichts, in dem niedere Schichten der arbeitenden Bevölkerung in keinem vorteilhaften Licht stehen, im Arbeiter- und Bauernstaat genehmigt zu bekommen, hatte sich der Verlag gutachterlichen Beistand durch den angesehenen Wirtschaftshistoriker Jürgen Kuczynski geben lassen. Außerdem reduzierte man für Ich suche Liebe die geplanten 10.000 auf 8.000 Exemplare der Erstauflage. Das Buch fand guten Inland-Absatz und Interesse für den deutschsprachigen Export, sodass 1986 und 1988 Nachauflagen von jeweils 10.000 Exemplaren gedruckt wurden. Der Folgeband Und wider alle Einsamkeit hatte das Druckgenehmigungsverfahren für 10.000 im Sommer 1986 erscheinende Exemplare bereits durchlaufen, als der Verlag den Druck auf Einspruch der Autorin stoppen musste. Valerie Radtke hatte zu Ich suche Liebe im Wohnumfeld neben Zuspruch auch viel Befremden und Distanzierungen erlebt, die sie zögern und eine abermalige Überarbeitung des Skriptes erbitten ließen. Schließlich erschien dieser zweite Band im III. Quartal 1988 in einer Startauflage von 20.000 Exemplaren (!). 1990 kommt in Warschau eine polnische Übersetzung des Romans heraus.
Der erste Band umfasst die Erinnerungen aus der Zeit vor dem Ersten Weltkrieg bis ins Jahr 1928, das Geschehen des zweiten Bands reicht bis 1942. Der geplante dritte, bis ins Jahr 1950 führende Band ist nicht mehr erschienen. Nach der politischen Wende in der DDR wurde der Verlag wie alle parteieigenen Verlage der Treuhandanstalt zugeordnet und schließlich 1991 an die West-Berliner Verlagsgruppe Spiess, Arani, Haude & Spener mit allen Rechten und Beständen verkauft.

## Zitat
„Es ist ein einzigartiges Dokument aus dem Alltag des, sagen wir, Lumpenproletariats, wie ich kein anderes kenne und das es wohl auch nicht wieder gibt … Und was für Charaktere! Unveränderlich im Grunde, soweit es um die Erwachsenen geht, aber wie einprägsam und ach, wie echt!“

## Werke

### Romane
- Valerie Radtke: Ich suche Liebe – Roman meines Lebens, Vorabdruck in Sinn und Form, Heft 5/1984, Seite 1052
- Valerie Radtke: Ich suche Liebe – Roman meines Lebens: Kindheit, herausgegeben, bearbeitet und mit einem Nachwort versehen von Annelie Kaduk, 328 Seiten, Buchverlag Der Morgen, Berlin 1984 / 2. Auflage: 1986 / 3. Auflage: 1988, ISBN 978-3-371-00013-8
- Valerie Radtke: Und wider alle Einsamkeit – Roman meines Lebens: Jugend, herausgegeben und bearbeitet von Annelie Kaduk, 453 Seiten, Buchverlag Der Morgen, Berlin 1988 / 2. Auflage: 1990, ISBN 978-3-371-00003-9
- Valerie Radtke: Szukam miłości, Wydawca: Wydawnictwo Ministerstwa Obrony Narodowej, Warszawa 1989, ISBN 83-11-07638-3

### Hörfunk
- Valerie Radtke: Ich suche Liebe, Literarische Stunde, Lesung: Marga Legal, Einführung: Annelie Kaduk, Redaktion: Marianne Konzag, Regie: Reiner Dobinski, 59 Minuten, Sendung: 24. November 1984, 20.00 Uhr, Radio DDR II
- Valerie Radtke: Ich suche Liebe, Das Debüt, Lesung: Marga Legal, Einführung: Annelie Kaduk, Redaktion: Karin Köbernick, 29 Minuten, Sendung: 2. Dezember 1984, 15.00 Uhr, Berliner Rundfunk
- Valerie Radtke: Mein großer Brief, Hörspiel, Bearbeitung: Annelie Kaduk, mit Heidemarie Böwe, Winnie Böwe, Erika Grajena, Lutz Jahoda, Doris Abeßer, Ute Boeden, Hilmar Baumann, Martin Trettau, Herbert Sand, Otto Stark u. a., Regie: Horst Liepach, 38 Minuten, Erstsendung: 12. Mai 1990, Rundfunk der DDR, Übernahme: 5. September 2006, MDR Kultur

## Rezensionen
- Ingeborg Drewitz: Am Rand der Gesellschaft, Nürnberger Nachrichten, Kultur, 4./5. April 1985
- Christoph Funke: Lebenskraft auf dem Grunde des Daseins, Der Morgen, 11. Mai 1985
- Horst Groschopp: „Ich suche Liebe“ von Valerie Radtke. Für und Wider. In: Weimarer Beiträge, Berlin 32 (1986) 3, S. 455–459.
- Gerhard Bormann: zu: Und wider alle Einsamkeit, Der Morgen, 30. November 1988
- Renate Beckmann in Buchenswert – Kritik und Polemik zu: Und wider alle Einsamkeit von Valerie Radtke, 5 Minuten, Sendung am 12. Januar 1989, Berliner Rundfunk